# Laphria divulsa
Laphria divulsa là một loài ruồi trong họ Asilidae. Laphria divulsa được Walker miêu tả năm 1864. Loài này phân bố ở miền Australasia.